# Гранада (Никарагуа)
Сантья́го-де-Грана́да (исп. Santiago de Granada) — третий по величине город Никарагуа, после столицы Манагуа и Леона, административный центр департамента Гранада.

## Географическое положение
Город располагается на северо-западном берегу озера Никарагуа. 

## История
Основан 8 декабря 1524 года испанскими конкистадорами и назван в честь испанского города Гранада. Является одним из старейших городом Центральной Америки и имеет большое историческое значение для Никарагуа.
В XVII - XVIII вв. город был трижды ограблен английскими пиратами.
После вторжения в 1855 году в Никарагуа армии наёмников У. Уокера (13 октября 1855 года захватившего город Гранада и в июне 1856 года объявившего себя президентом Никарагуа, но столкнувшегося с сопротивлением местного населения) город Гранада (в то время - второй по размерам и значению город страны) был полностью сожжён 14 декабря 1856 года при отступлении наёмников из страны. В дальнейшем город был отстроен заново, с этого времени старая часть города имеет прямоугольную планировку с узкими улицами и малоэтажными либо одноэтажными домами.
К 1892 году правительство страны организовало регулярное движение запряженных волами повозок по грунтовой дороге между городами Гранада и Ривас (общая протяженность этого маршрута составила 51 милю). В 1893 году население города составляло около 15 тыс. человек. В это время Гранада являлась торговым центром (основными товарами были какао, индиго, шерсть и кожи), также здесь имелось ремесленное производство. После постройки железной дороги значение города увеличилось.
В период с 1912 до 1925 года и с 1926 по 1933 год Никарагуа была оккупирована войсками США, и в городе находились американские войска. В 1929 - 1931 гг. Гранада являлась главной базой снабжения для экспедиции Инженерного корпуса армии США (300 военнослужащих, которыми командовал подполковник Д. Султан), оценивавших возможность строительства Никарагуанского канала.
В 1962 году население города составляло 32,4 тысяч человек, в 1968-1974 годы - 40 тыс. человек. В это время здесь имелись завод по производству растительного масла (принадлежавший компании из США) и производство сахара.
После победы Сандинистской революции в 1979 году правительство СФНО начало осуществление программы ликвидации неграмотности и развития массового спорта. В конце 1981 года в городе Гранада была открыта первая в истории Никарагуа школа по подготовке тренеров, начавшая обучение первых 145 учителей физкультуры и спортивных тренеров по шести видам спорта (футбол, волейбол, баскетбол, бейсбол, лёгкая атлетика и плавание); после шести месяцев обучения в сентябре 1982 года выпускники были направлены на места работы (в спортивные команды, школы и другие образовательные учреждения).
В 1985 году население города составляло 89 тыс. человек, основой экономики являлась пищевая промышленность.
В 2006 году население города составляло 90,9 тыс. человек, основой экономики являлись торговля и туризм. Кроме того, здесь действовали предприятия пищевой промышленности (производившие растительное масло, сахар и др.) и деревообрабатывающей промышленности.

## Современное состояние
Большинство улиц Гранады узкие, так как город развивался за столетия до появления автомашин. Поэтому сегодня многие улицы допускают только одностороннее движение.
С 1990х годов городские власти выделяют средства на восстановление многих исторических сооружений Гранады. Правительство Испании оказало финансовую помощь в восстановлении города. Одним из таких проектов является преобразование Калле-Ла-Кальсада в пешеходную улицу.

## Транспорт
Через город проходят железная дорога и несколько автомобильных дорог.
Порт на северо-западном побережье озера Никарагуа.

## Культура
Гранада населена главным образом испаноязычным населением. Здесь также проживают люди из Соединенных Штатов, Канады, Испании, Германии, Италии, Ирландии, Австрии, Нидерландов и Франции.
До недавнего времени Никарагуа переживала бурный рост туристической экономики. Это, в свою очередь, привлекло в Гранаду иностранцев,  ищущих дома для покупки, и добавило растущее число европейцев и американцев к населению города. Цены на недвижимость выросли вслед за иностранным интересом и последующими инвестициями. Однако в связи с гражданским конфликтом 2018 года Госдепартамент США опубликовал рекомендации по путешествиям, сославшись на «гражданские беспорядки, преступность, ограниченную доступность здравоохранения и произвольное применение законов».
В 2020 году США выпустила консультацию уровня 4, гласящую: «Не путешествуйте» из-за КОВИД-19.

## Население
В 2013 году численность населения города составляла 83 439 человек.
Динамика численности населения города по годам:
| 1971   | 1995   | 2000   | 2005   | 2013   |
| ------ | ------ | ------ | ------ | ------ |
| 35 422 | 71 783 | 81 933 | 79 418 | 83 439 |

## Галерея

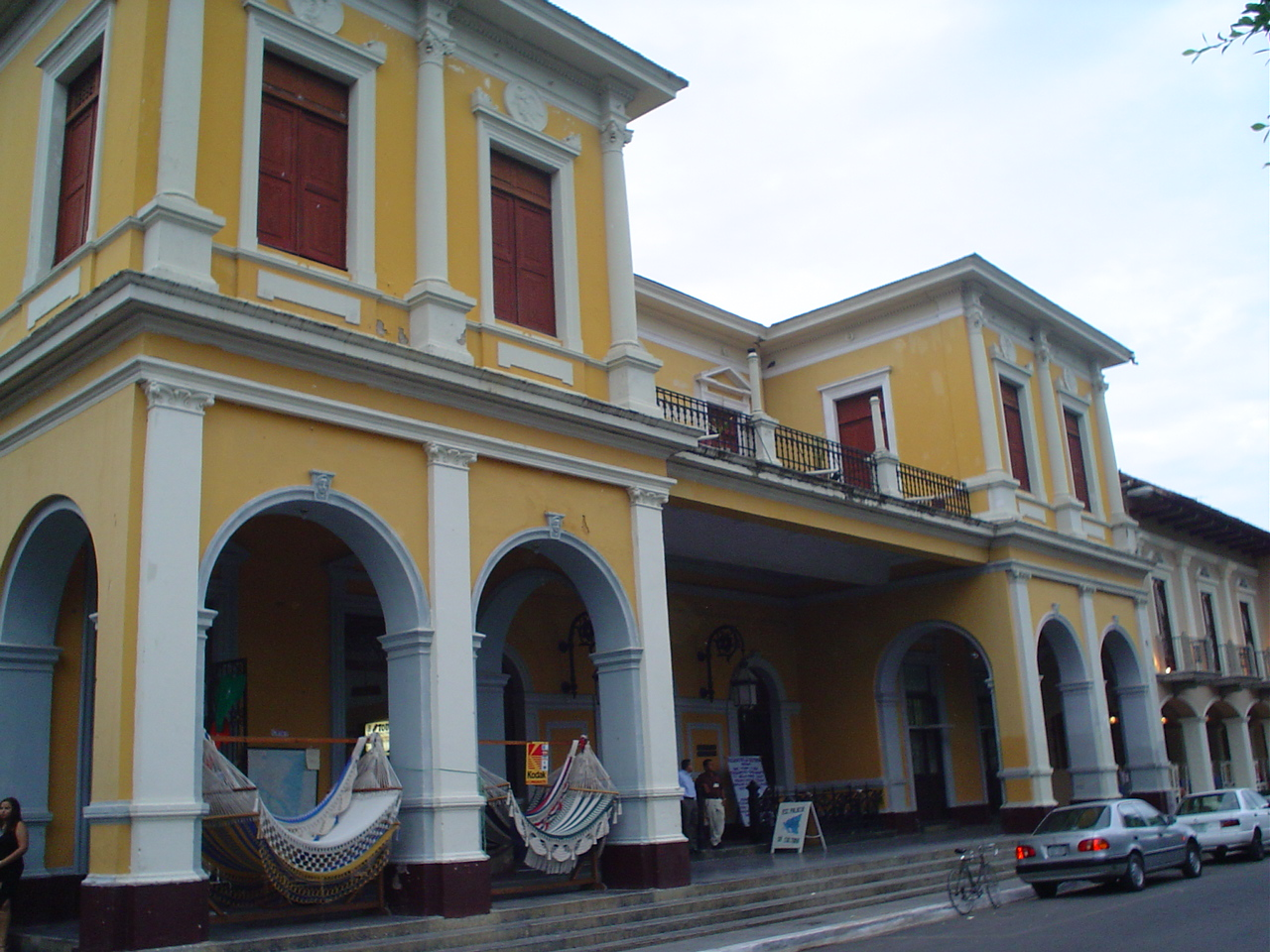
Архитектура колониальной эпохи
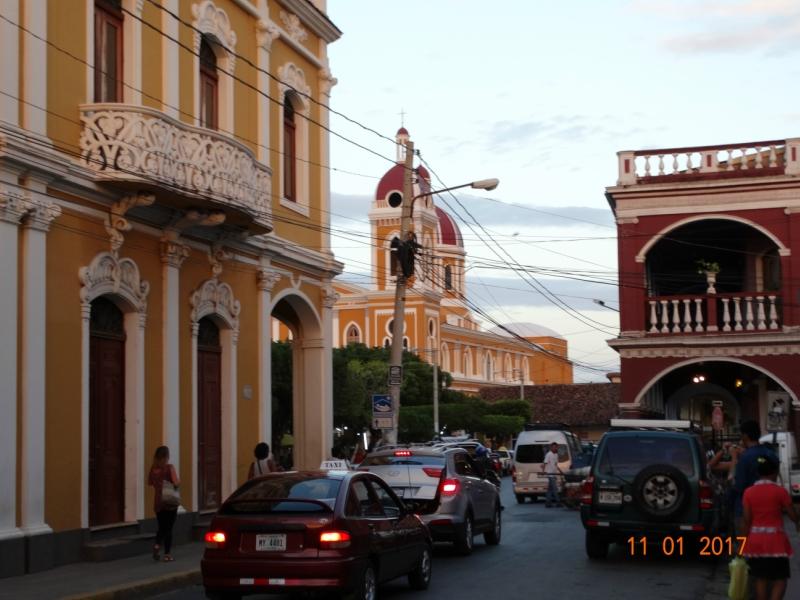
Улица в городе
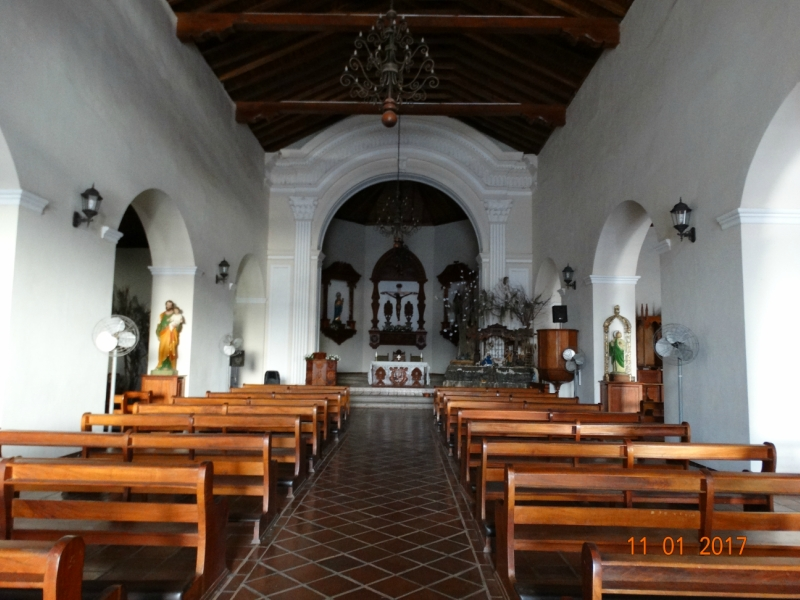
Церковь Св.Франциска
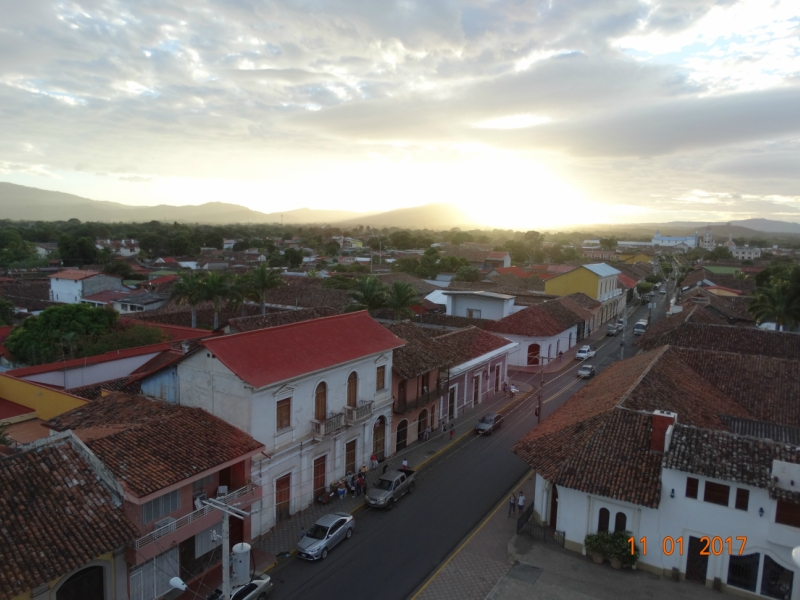
Панорама города вечером
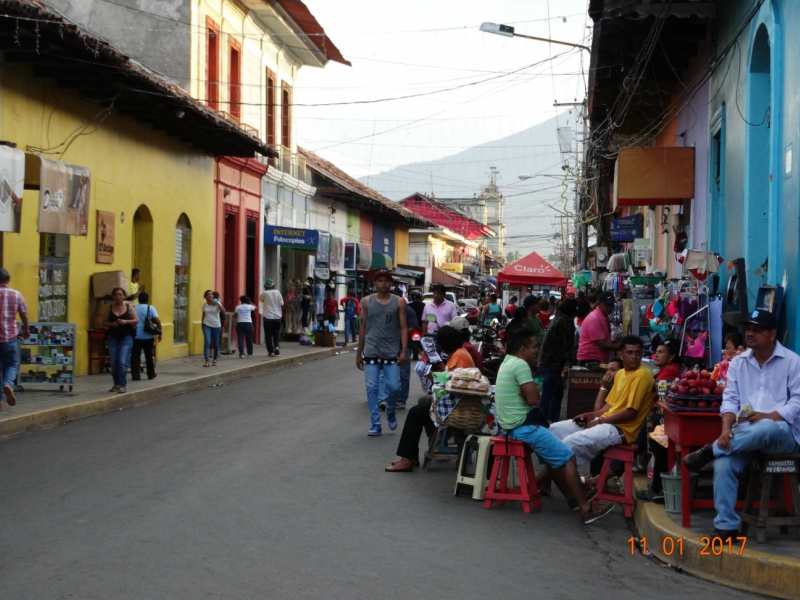
Улица Атравесада
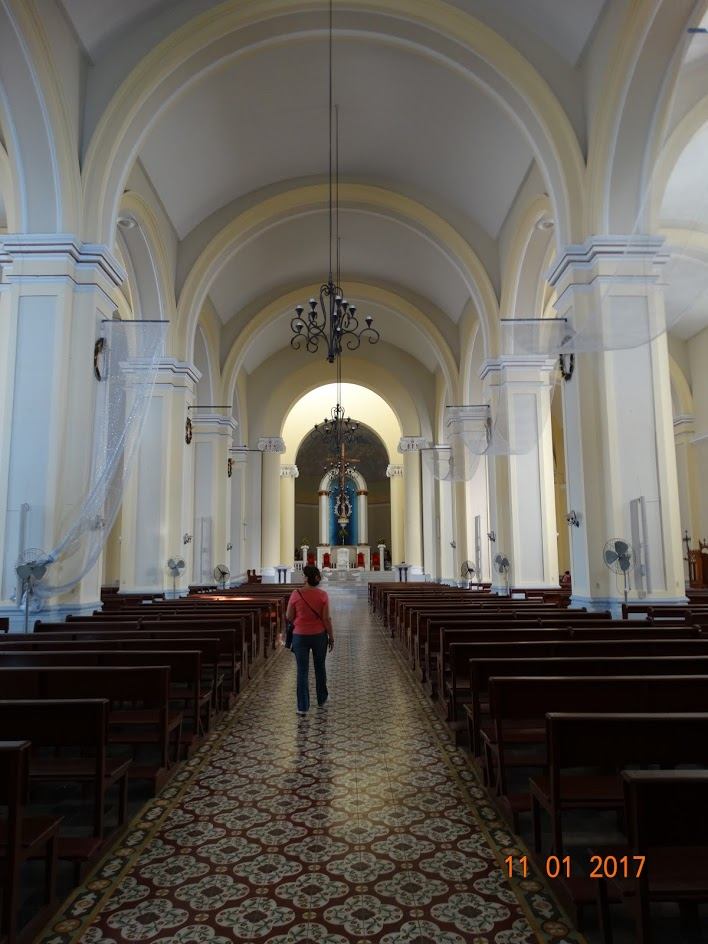
В кафедральном соборе

## Города-побратимы
- Бадахос (исп. Badajoz), Испания
- Санта-Ана де Коро (исп. Santa Ana de Coro), Венесуэла
- Терраса (исп. Terrassa), Испания
- Барселона (исп. Barcelona), Испания
- Франкфурт-на-Майне (нем. Frankfurt am Main), Германия
- Дос-Эрманас (исп. Dos Hermanas), Испания
- Картаго (исп. Cartago), Коста-Рика
- Антигуа (исп. Antigua), Гватемала
- Комаягуа (исп. Comayagua), Гондурас
- Санта-Текла (исп. Santa Tecla), Сальвадор